# Fedora (film)
Fedora är en västtysk-fransk dramafilm från 1978 i regi av Billy Wilder. Filmen är baserad på en novell av Tom Tryon från 1976. I huvudrollerna ses William Holden och Marthe Keller.

## Handling
Hollywoodproducenten Barry 'Dutch' Detweiler försöker locka den berömda men tillbakadragna filmstjärnan Fedora att göra en ny filmatisering av Anna Karenina.

## Rollista i urval
- William Holden - Barry "Dutch" Detweiler
- Marthe Keller - Fedora/Antonia
- Hildegard Knef - grevinnan Sobryanski
- José Ferrer - doktor Vando
- Frances Sternhagen	- Miss Balfour
- Stephen Collins - den unge Barry Detweiler
- Gottfried John - Kritos
- Arlene Francis - TV-hallåa
- Mario Adorf - hotellchef
- Michael York - sig själv
- Henry Fonda - president för akademien